# Caenis beskidensis
Caenis beskidensis is een haft uit de familie Caenidae. De wetenschappelijke naam van de soort is voor het eerst geldig gepubliceerd in 1973 door Sowa.
De soort komt voor in het Palearctisch gebied.